# Frederik Hartsuiker
Frederik Hartsuiker   (Avereest, 19 d'octubre de 1940 - Amsterdam, 13 de gener de 2019) fou un remer neerlandès que va competir durant la dècada de 1960.
El 1964 va prendre part als Jocs Olímpics d'Estiu de Tòquio, on va guanyar la medalla de bronze en la prova del dos amb timoner del programa de rem. Formà equip amb Jan Just Bos i Herman Rouwé. Quatrre anys més tard, als Jocs de Ciutat de Mèxic, fou novè en la prova del quatre amb timoner.